# The Chainheart Machine
The Chainheart Machine is het tweede album van de Zweedse melodieuze-deathmetalband Soilwork, uitgebracht in 2000 door Listenable Records. Het wordt vaak gezien als het favoriete album van de fans en de band put er dan ook steeds heel wat materiaal uit voor hun live-set. Het is een conceptalbum.

## Nummers
| 1.                 | Chainheart Machine                                       |      |
| 2.                 | Bulletbeast                                              | 4:37 |
| 3.                 | Millionflame                                             | 4:20 |
| 4.                 | Generation Speedkill (Nice Dirty Day for Public Suicide) | 4:27 |
| 5.                 | Neon Rebels                                              | 3:23 |
| 6.                 | Possessing the Angels                                    | 3:55 |
| 7.                 | Spirits of the Future Sun                                | 6:00 |
| 8.                 | Machinegun Majesty                                       | 5:06 |
| 9.                 | Room No. 99                                              | 7:39 |
| 10.                | Naamloos (Hidden Track)                                  | 0:39 |
| Totale duur: 44:07 |                                                          |      |